# Mistrzostwa Polski juniorów do lat 20 w szachach
Mistrzostwa Polski juniorów do lat 20 w szachach – turnieje szachowe mające na celu wyłonienie medalistów mistrzostw Polski juniorów w kategorii do 20 lat. Są najstarszymi rozgrywkami szachowymi juniorów w Polsce, pierwsze mistrzostwa w tej grupie wiekowej odbyły się w 1949 r. w Sopocie (juniorki – w 1967 r. w Świeciu). Aż do 1974 r. turnieje do 20 lat były jednymi z cyklu mistrzostw Polski juniorów. W latach 1986–1989 górny wiek uczestników obniżony został do 19 lat (turnieje nosiły wówczas nazwę mistrzostw Polski juniorów starszych), a w 1990 r. rozegrano mistrzostwa zarówno w kategorii do 19, jak i 20 lat. W 1955 r. mistrzostwa nie odbyły się, nie są również rozgrywane od 2009 roku.
Oprócz rywalizacji o medale, zawodnicy walczą również o zdobycie kwalifikacji do najwyższych rangą mistrzostw świata juniorów do 20 lat. W latach 1949–1956 oraz od 1990 r. turnieje rozgrywano systemem kołowym (najczęściej w osadzie 12-osobowej), a w pozostałych edycjach – systemem szwajcarskim z udziałem od kilkunastu do kilkudziesięciu uczestników (najwyższa frekwencja: 95 zawodników w 1980 r.).

## Medaliści mistrzostw Polski juniorów do 20 lat
| Lp             | Rok            | Miasto         | Juniorzy                                                                | Miasto                                                             | Juniorki                                                                |
| -------------- | -------------- | -------------- | ----------------------------------------------------------------------- | ------------------------------------------------------------------ | ----------------------------------------------------------------------- |
| 1              | 1949           | Sopot          | 1. Jerzy Panasewicz (1-2) 2. Andrzej Zuber (1-2) 3. Zygfryd Kloze       |                                                                    |                                                                         |
| 2              | 1950           | Iwonicz-Zdrój  | 1. Janusz Szukszta 2. Stefan Witkowski 3. Romuald Grąbczewski           |                                                                    |                                                                         |
| 3              | 1951           | Zakopane       | 1. Lucjan Wojtan 2. Roman Dworzyński 3. Wojciech Święcicki              |                                                                    |                                                                         |
| 4              | 1952           | Kielce         | 1. Witold Balcerowski 2. Ryszard Gąsiorowski 3. Jerzy Dybała            |                                                                    |                                                                         |
| 5              | 1953           | Szczecin       | 1. Andrzej Sydor 2. Wiesław Czerniaków 3. Eugeniusz Riedel              |                                                                    |                                                                         |
| 6              | 1954           | Szczawnica     | 1. Henryk Ciesielski 2. Jan Łachut 3. Zdzisław Marciniak                |                                                                    |                                                                         |
| 1955           | 1955           | nie rozegrano  | nie rozegrano                                                           | nie rozegrano                                                      | nie rozegrano                                                           |
| 7              | 1956           | Zakopane       | 1. Konrad Karwecki 2. Zbigniew Cylwik 3. Stanisław Dymus                |                                                                    |                                                                         |
| 8              | 1957           | Kielce         | 1. Zbigniew Węglowski 2. Włodzimierz Schmidt 3. Stanisław Porębski      |                                                                    |                                                                         |
| 9              | 1958           | Kraków         | 1. Jacek Bednarski 2. Jan Łachut 3. Stanisław Porębski                  |                                                                    |                                                                         |
| 10             | 1959           | Wrocław        | 1. Włodzimierz Schmidt 2. Marek Karpiński 3. Bogdan Olejarczyk          |                                                                    |                                                                         |
| 11             | 1960           | Piotrków Tryb. | 1. Włodzimierz Schmidt 2. Marek Karpiński 3. Stanisław Porębski         |                                                                    |                                                                         |
| 12             | 1961           | Olsztyn        | 1. Czesław Jędrzejek 2. Władysław Schinzel 3. Tadeusz Lipski            |                                                                    |                                                                         |
| 13             | 1962           | Koszalin       | 1. Czesław Jędrzejek 2. Kazimierz Marcinkowski 3. Marian Kwieciński     |                                                                    |                                                                         |
| 14             | 1963           | Legnica        | 1. Czesław Jędrzejek 2. Eugeniusz Półtorak 3. Jerzy Jakubiec            |                                                                    |                                                                         |
| 15             | 1964           | Ełk            | 1. Czesław Jędrzejek 2. Krzysztof Pytel 3. Michał Fabianowski           |                                                                    |                                                                         |
| 16             | 1965           | Goleszów       | 1. Jerzy Lewi 2. Krzysztof Pytel 3. Eugeniusz Ledwoń                    |                                                                    |                                                                         |
| 17             | 1966           | Polanica-Zdrój | 1. Jerzy Lewi 2. Kazimierz Steczkowski 3. Julian Gralka                 |                                                                    |                                                                         |
| 18             | 1967           | Wisła          | 1. Jerzy Lewi 2. Andrzej Łuczak 3. Jerzy Konikowski                     | Świecie                                                            | 1. Lidia Fentzel 2. Irena Lombisani 3. H.Malicka                        |
| 19             | 1968           | Nowa Huta      | 1. Jerzy Lewi 2. Jerzy Pokojowczyk 3. Konstanty Kaiszauri               | Bydgoszcz                                                          | 1. Irena Lombisani 2. Irena Kasprzyk 3. Krystyna Cichecka               |
| 20             | 1969           | Białystok      | 1. Zbigniew Nagrocki 2. Jerzy Pokojowczyk 3. Jacek Bielczyk             | Grudziądz                                                          | 1. Lidia Fentzel 2. Krystyna Cichecka 3. Sylwia Grzegorzek              |
| 21             | 1970           | Katowice       | 1. Sławomir Wach 2. Andrzej Maciejewski 3. Aleksander Sznapik           | Wisła                                                              | 1. Grażyna Szmacińska 2. Sylwia Grzegorzek 3. Barbara Kurzok            |
| 22             | 1971           | Zielona Góra   | 1. Jacek Bielczyk 2. Jerzy Kubień 3. Zbigniew Szymczak                  | Szamotuły                                                          | 1. Grażyna Szmacińska 2. Kamila Dembecka 3. Grażyna Kińczyk             |
| 23             | 1972           | Bydgoszcz      | 1. Jacek Bielczyk 2. Wojciech Ehrenfeucht 3. Sławomir Wach              | Szamotuły                                                          | 1. Kamila Dembecka 2. Iwona Świecik 3. Bożena Sikora                    |
| 24             | 1973           | Mielec         | 1. Adam Kuligowski 2. Jacek Bielczyk 3. Jacek Mardarowicz               | Kielce                                                             | 1. Hanna Grabczyńska 2. Bożena Sikora 3. Elżbieta Jakubiak              |
| 25             | 1974           | Grudziądz      | 1. Franciszek Borkowski 2. Zbigniew Księski 3. Zenon Chojnicki          | Polanica-Zdrój                                                     | 1. Zofia Ciechocińska 2. Grażyna Pietras 3. Iwona Jezierska             |
| 26             | 1975           | Rzeszów        | 1. Marian Twardoń 2. Bogusław Borysiak 3. Zenon Chojnicki               | Polanica-Zdrój                                                     | 1. Bożena Sikora 2. Iwona Świecik 3. Zofia Ciechocińska                 |
| 27             | 1976           | Opole          | 1. Marian Twardoń 2. Cezary Balicki 3. Zbigniew Szczerek                | Toruń                                                              | 1. Iwona Świecik 2. Iwona Jezierska 3. Elżbieta Janocha                 |
| 28             | 1977           | Bolesławiec    | 1. Krzysztof Pańczyk 2. Paweł Stempin 3. Marian Twardoń                 | Bydgoszcz                                                          | 1. Irena Dworaczek 2. Agnieszka Brustman 3. Alicja Pietruńko            |
| 29             | 1978           | Bolesławiec    | 1. Marek Hawełko 2. Cezary Balicki 3. Roman Tomaszewski                 | Paszkówka                                                          | 1. Barbara Szumiło 2. Agnieszka Brustman 3. Anna Rygielska              |
| 30             | 1979           | Legnica        | 1. Dariusz Radziejewski 2. Paweł Stempin 3. Mieczysław Bakalarz         | Bochnia                                                            | 1. Barbara Szumiło 2. Halina Maziarka 3. Ewa Bogucka                    |
| 31             | 1980           | Tarnów         | 1. Krzysztof Strzelecki 2. Dariusz Radziejewski 3. Mirosław Maciejewski | Prabuty                                                            | 1. Halina Maziarka 2. Edyta Brustman 3. Iwona Olszewska                 |
| 32             | 1981           | Olecko         | 1. Robert Bator 2. Krzysztof Żołnierowicz 3. Krzysztof Strzelecki       | Chorzów                                                            | 1. Iwona Glińska 2. Jolanta Rojek 3. Aleksandra Godek                   |
| 33             | 1982           | Częstochowa    | 1. Piotr Staniszewski 2. Dariusz Drzemicki 3. Manfred Mannke            | 1. Krystyna Więckiewicz 2. Jolanta Rojek 3. Ewa Kaczmarek          | 1. Krystyna Więckiewicz 2. Jolanta Rojek 3. Ewa Kaczmarek               |
| 34             | 1983           | Katowice       | 1. Jacek Woda 2. Witalis Sapis 3. Tomasz Małachowski                    | 1. Liliana Leszner 2. Grażyna Pisarek 3. Ewa Kaczmarek             | 1. Liliana Leszner 2. Grażyna Pisarek 3. Ewa Kaczmarek                  |
| 35             | 1984           | Poznań         | 1. Leszek Węglarz 2. Marek Matlak 3. Sławomir Domagała                  | 1. Bożena Rzeczycka 2. Bogusława Autowicz 3. Liliana Leszner       | 1. Bożena Rzeczycka 2. Bogusława Autowicz 3. Liliana Leszner            |
| 36             | 1985           | Wrocław        | 1. Robert Kuczyński 2. Jarosław Sendera 3. Aleksander Czerwoński        | 1. Liliana Leszner 2. Anna Lissowska 3. Lidia Krzyżanowska         | 1. Liliana Leszner 2. Anna Lissowska 3. Lidia Krzyżanowska              |
| 1986 MP–19     | 1986 MP–19     | Miętne         | 1. Jacek Gdański 2. Artur Pieniążek 3. Janusz Siekański                 | 1. Anna Domaradzka 2. Magdalena kuk 3. Beata Ziętek                | 1. Anna Domaradzka 2. Magdalena kuk 3. Beata Ziętek                     |
| 1987 MP–19     | 1987 MP–19     | Miętne         | 1. Artur Pieniążek 2. Jacek Dawidów 3. Klaudiusz Urban                  | 1. Beata Ziętek 2. Anna Szmigielska 3. Danuta Kłusek               | 1. Beata Ziętek 2. Anna Szmigielska 3. Danuta Kłusek                    |
| 1988 MP–19     | 1988 MP–19     | Wągrowiec      | 1. Robert Kula 2. Piotr Delekta 3. Mariusz Buś                          | 1. Danuta Kłusek 2. Joanna Śmiechowska 3. Małgorzata Bednarska     | 1. Danuta Kłusek 2. Joanna Śmiechowska 3. Małgorzata Bednarska          |
| 1989 MP–19     | 1989 MP–19     | Jędrzejów      | 1. Dominik Pędzich 2. Jacek Dawidów 3. Grzegorz Masternak               | 1. Aneta Pondo 2. Anna Szmigielska 3. Małgorzata Bednarska         | 1. Aneta Pondo 2. Anna Szmigielska 3. Małgorzata Bednarska              |
| 1990 MP–19     | 1990 MP–19     | Brzozów        | 1. Mirosław Grabarczyk 2. Mariusz Duch 3. Lech Sopur                    | 1. Katarzyna Lewandowska 2. Jolanta Turczynowicz 3. Sylwia Lewicka | 1. Katarzyna Lewandowska 2. Jolanta Turczynowicz 3. Sylwia Lewicka      |
| 37             | 1990           | Nisko          | 1. Paweł Jaracz 2. Grzegorz Masternak 3. Przemysław Skalik              | Konin                                                              | 1. Małgorzata Bednarska 2. Katarzyna Lewandowska 3. Izabela Szafraniec  |
| 38             | 1991           | Cetniewo       | 1. Piotr Murdzia 2. Mariusz Duch 3. Łukasz Kwiatkowski                  | Lubniewice                                                         | 1. Katarzyna Lewandowska 2. Magdalena Gużkowska 3. Małgorzata Bednarska |
| 39             | 1992           | Częstochowa    | 1. Robert Ciemniak 2. Marek Oliwa 3. Bartłomiej Siwiec                  | Zbąszyń                                                            | 1. Magdalena Gużkowska 2. Jolanta Krynicka 3. Katarzyna Lewandowska     |
| 40             | 1993           | Biała Podlaska | 1. Robert Kempiński 2. Piotr Murdzia 3. Marek Oliwa                     | 1. Joanna Dworakowska 2. Marta Zielińska 3. Jolanta Krynicka       | 1. Joanna Dworakowska 2. Marta Zielińska 3. Jolanta Krynicka            |
| 41             | 1994           | Warszawa       | 1. Marek Oliwa 2. Marcin Kamiński 3. Bartłomiej Macieja                 | 1. Iweta Radziewicz 2. Monika Bobrowska 3. Agnieszka Szczygieł     | 1. Iweta Radziewicz 2. Monika Bobrowska 3. Agnieszka Szczygieł          |
| 42             | 1995           | Nadole         | 1. Piotr Murdzia 2. Paweł Jaracz 3. Bartosz Soćko                       | 1. Magdalena Gużkowska 2. Iweta Radziewicz 3. Barbara Grabarska    | 1. Magdalena Gużkowska 2. Iweta Radziewicz 3. Barbara Grabarska         |
| 43             | 1996           | Barlinek       | 1. Czesław Spisak 2. Rafał Antoniewski 3. Maciej Nurkiewicz             | Żagań                                                              | 1. Olimpia Bartosik 2. Joanna Dworakowska 3. Magdalena Kludacz          |
| 44             | 1997           | Babimost       | 1. Rafał Antoniewski 2. Aleksander Hnydiuk 3. Paweł Blehm               | 1. Danuta Zielińska 2. Monika Aksiuczyc 3. Agnieszka Matras        | 1. Danuta Zielińska 2. Monika Aksiuczyc 3. Agnieszka Matras             |
| 45             | 1998           | Trzebinia      | 1. Paweł Blehm 2. Przemysław Koc 3. Rafał Łobejko                       | 1. Katarzyna Jurkiewicz 2. Mariola Rutkowska 3. Agnieszka Matras   | 1. Katarzyna Jurkiewicz 2. Mariola Rutkowska 3. Agnieszka Matras        |
| 46             | 1999           | Trzebinia      | 1. Paweł Blehm 2. Marek Stryjecki 3. Jan Piński                         | 1. Agnieszka Matras 2. Katarzyna Jurkiewicz 3. Edyta Andrzejewska  | 1. Agnieszka Matras 2. Katarzyna Jurkiewicz 3. Edyta Andrzejewska       |
| 47             | 2000           | Trzebinia      | 1. Paweł Blehm 2. Rafał Antoniewski 3. Aleksander Miśta                 | 1. Katarzyna Jurkiewicz 2. Edyta Andrzejewska 3. Dorota Iwaniuk    | 1. Katarzyna Jurkiewicz 2. Edyta Andrzejewska 3. Dorota Iwaniuk         |
| 48             | 2001           | Brzeg Dolny    | 1. Rafał Tomczak 2. Marcin Dziuba 3. Aleksander Miśta                   | 1. Katarzyna Jurkiewicz 2. Agnieszka Matras 3. Katarzyna Toma      | 1. Katarzyna Jurkiewicz 2. Agnieszka Matras 3. Katarzyna Toma           |
| 49             | 2002           | Trzebinia      | 1. Radosław Wojtaszek 2. Krzysztof Jakubowski 3. Aleksander Miśta       | 1. Agnieszka Matras 2. Katarzyna Jurkiewicz 3. Joanna Worek        | 1. Agnieszka Matras 2. Katarzyna Jurkiewicz 3. Joanna Worek             |
| 50             | 2003           | Jarnołtówek    | 1. Marcin Dziuba 2. Aleksander Miśta 3. Bartłomiej Heberla              | 1. Dominika Nowak 2. Beata Kądziołka 3. Dorota Czarnota            | 1. Dominika Nowak 2. Beata Kądziołka 3. Dorota Czarnota                 |
| 51             | 2004           | Środa Wlkp.    | 1. Radosław Wojtaszek 2. Jakub Czakon 3. Paweł Czarnota                 | 1. Joanna Majdan 2. Beata Kądziołka 3. Jolanta Zawadzka            | 1. Joanna Majdan 2. Beata Kądziołka 3. Jolanta Zawadzka                 |
| 52             | 2005           | Środa Wlkp.    | 1. Radosław Wojtaszek 2. Bartłomiej Heberla 3. Jacek Stopa              | 1. Jolanta Zawadzka 2. Karina Szczepkowska 3. Marta Przeździecka   | 1. Jolanta Zawadzka 2. Karina Szczepkowska 3. Marta Przeździecka        |
| 53             | 2006           | Środa Wlkp.    | 1. Jacek Stopa 2. Marcin Tazbir 3. Krzysztof Bulski                     | 1. Joanna Majdan 2. Joanna Worek 3. Hanna Leks                     | 1. Joanna Majdan 2. Joanna Worek 3. Hanna Leks                          |
| 54             | 2007           | Środa Wlkp.    | 1. Wojciech Moranda 2. Krzysztof Bulski 3. Marcin Tazbir                | 1. Klaudia Kulon 2. Kinga Zakościelna 3. Katarzyna Adamowicz       | 1. Klaudia Kulon 2. Kinga Zakościelna 3. Katarzyna Adamowicz            |
| 55             | 2008           | Środa Wlkp.    | 1. Jacek Tomczak 2. Wojciech Moranda 3. Piotr Brodowski                 | 1. Joanna Majdan 2. Kinga Zakościelna 3. Jagoda Gołek              | 1. Joanna Majdan 2. Kinga Zakościelna 3. Jagoda Gołek                   |
| 2009 i kolejne | 2009 i kolejne | nie rozegrano  | nie rozegrano                                                           | nie rozegrano                                                      | nie rozegrano                                                           |